# Kehtna
Kehtna (deutsch: Kechtel) ist eine Landgemeinde im estnischen Kreis Rapla mit einer Fläche von 507,3 km². Sie hat 5.421 Einwohner (Stand: 1. Januar 2025).
Kehtna wurde erstmals als Burgberg 1054 in einer russischen Chronik erwähnt. Neben dem Hauptort Kehtna (1870 Einwohner) gehören zur Landgemeinde die Dörfer Ahekõnnu, Eidapere, Ellamaa, Haakla, Hertu, Hiie, Ingliste, Käbiküla, Kaerepere  alevik, Kaerepere küla, Kalbu, Kärpla, Kastna, Keava, Kehtna-Nurme, Kenni, Koogimäe, Koogiste, Kõrbja, Kumma, Laeste, Lalli, Lau, Lellapere, Lellapere-Nurme, Lelle, Linnaaluste, Lokuta, Metsaääre, Mukri Nadalama, Nõlva, Ohekatku, Pae, Palasi, Paluküla, Põllu, Põrsaku, Reonda, Rõue, Saarepõllu, Saksa, Saunaküla, Selja, Sooaluste, Valtu-Nurme und Vastja.
Sehenswert ist das deutschbaltische Gutshaus von Kechtel (estnisch: Kehtna), das 1906–1910 im Barockstil wiedererrichtet wurde, nachdem der frühklassizistische Vorgängerbau von 1790 während der russischen Revolution von 1905 abgebrannt war. Das Gebäude umgibt ein fünf Hektar großer Park, den der Rigaer Stadtgartendirektor Georg Kuphaldt (1853–1938) mit einer großen Vielfalt an Bäumen und Sträuchern angelegt hat.

## Söhne und Töchter der Gemeinde
- Alo Bärengrub (* 1984), estnischer Fußballspieler
- Alo Dupikov (* 1985), estnischer Fußballspieler
- August Silber (1895–1942), estnischer Fußballnationalspieler
- Kalju Kirde (1923–2008), estnischer Physiker und Publizist

## Weblinks

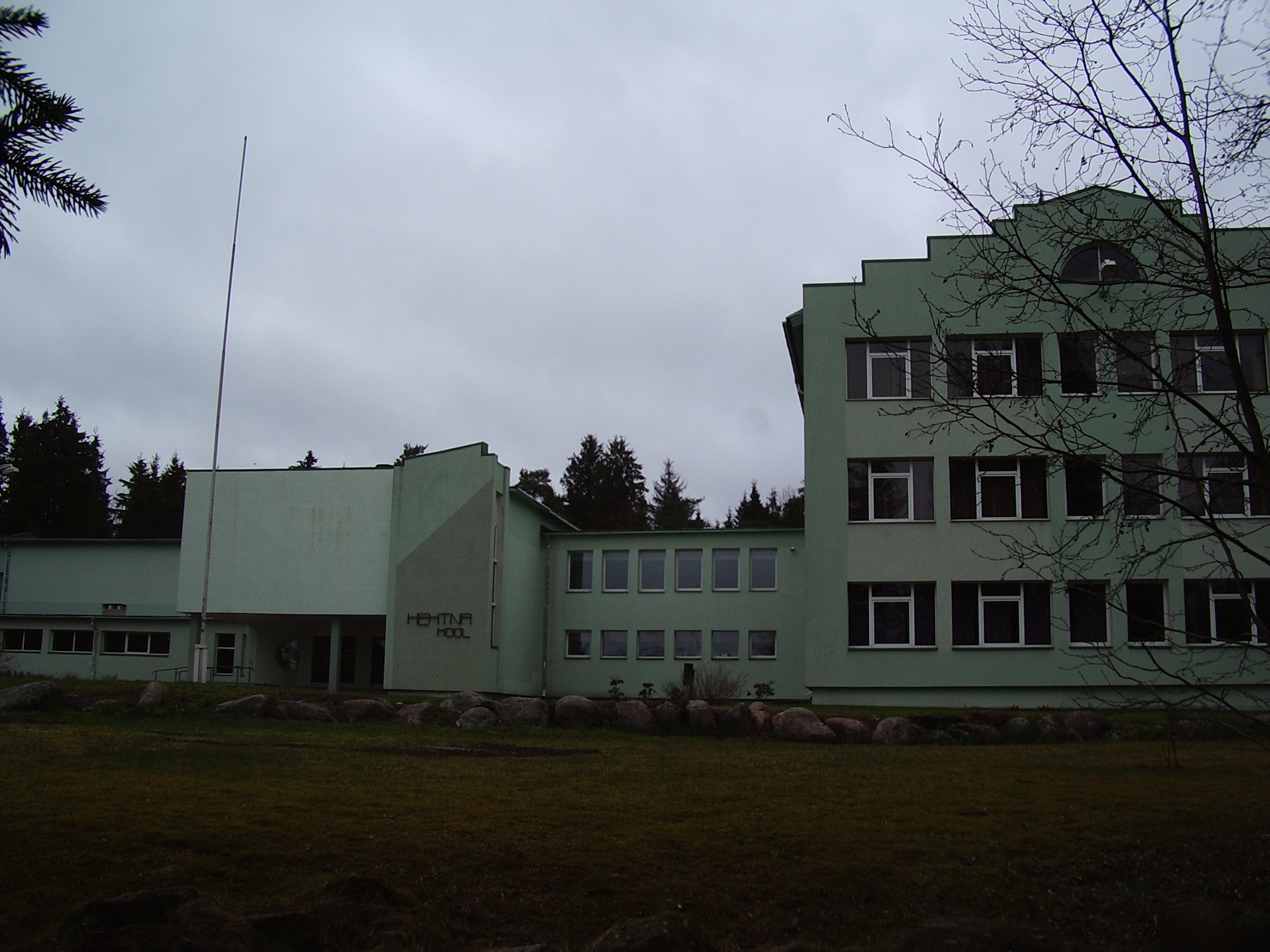
Schulgebäude in Kehtna